# Lages
Lages é um município do estado de Santa Catarina, na região sul do Brasil, distando 231 km da capital estadual, Florianópolis. Está localizada na Região Geográfica Intermediária de Lages, e na Região Geográfica Imediata de Lages. Sua população, conforme o censo do IBGE de 2022, era de 164 981 habitantes.
Concentrando serviços educacionais, financeiros e de saúde, é a principal cidade da Serra Catarinense, região turística do estado amplamente procurada durante o inverno devido à ocorrência de neve. É o maior município do estado de Santa Catarina em extensão territorial e o 10º maior em população.
Diversas pessoas afluem a Lages para a Festa Nacional do Pinhão, aos campi acadêmicos (da Universidade do Estado de Santa Catarina e da Universidade do Planalto Catarinense) e ao Aeroporto de Lages.
Assentamento fundado no século XVIII pelo bandeirante português Correia Pinto, como estalagem tropeira (para a rota entre Rio Grande do Sul e São Paulo) às margens do rio Carahá, em um planalto coberto por floresta de araucária e com altitude média de 900 m (propiciando a ocorrência de neve). Integrou a República Juliana e foi seu último município-membro. É a terra natal de Nereu Ramos, único presidente do Brasil nascido em Santa Catarina.

## Etimologia
Sua primeira denominação foi Campos de Lajes. Lages recebeu esse nome porque havia muita pedra laje (arenito) na região. A denominação religiosa de Lages foi Vila de Nossa Senhora dos Prazeres de Lajes. Esse nome homenageia a santa por quem Correia Pinto tinha veneração. Em 1960, recebeu o nome de Lages. O atual nome é escrito com a letra g.

## História
Em 1728, durante a abertura de uma picada denominada "Estrada dos Conventos" ou de "Araranguá", eixo de ligação entre o litoral de Santa Catarina e a região de Lages, foi encontrado, por Francisco de Souza Faria, construtor da referida estrada, muito gado selvagem. Francisco de Souza Faria observou também uma grande quantidade de cruzes, levantadas provavelmente pelos padres jesuítas. Certamente fazia parte do rebanho que se encontrava na região dos Campos de Vacaria, no Rio Grande do Sul. O gado selvagem, que restou das criações dos jesuítas, também era visto nos extensos campos do limítrofe estado sul-brasileiro.
O tropeiro Cristóvão Pereira de Abreu viajava em 1732 no mesmo caminho de Souza Faria, mudando a picada em diversos pontos. Esses fatos ocorreram nos primeiros tempos do século XVIII, quando os primeiros homens se estabeleceram no município, no entanto sem ter uma data precisa.
A certeza histórica é que, durante a chegada do bandeirante paulista (português vindo para o Brasil durante a infância), António Correia Pinto, que fundou Lages, em 22 de novembro de 1766, existia nesses campos, de forma esparsa, fazendeiros, que vieram do Rio Grande do Sul. Aliás, na época, no estado do Rio Grande do Sul, defendia-se a ideia de que fosse o rio Canoas o limite com Santa Catarina e não o rio Pelotas.
D. Luiz Antonio de Souza, Morgado de Mateus, governador de São Paulo, determinou que Correia Pinto se encarregasse da fundação de Lages, objetivando pôr fim às pretensões espanholas, que desejavam aquela área e a expansão territorial da Capitania de São Paulo.
Correia Pinto, que enriqueceu com a venda de muares levados pelos tropeiros entre o Rio Grande do Sul e as feiras de Sorocaba, já era conhecedor da região de Lages, quando recebeu instruções para a fundação de uma vila naquele local.
Lages, sob a proteção da padroeira Nossa Senhora dos Prazeres, começou no local Taipas, no qual havia uma igreja dos tropeiros. Logo foi abandonado aquele sítio, iniciando-se um núcleo de povoamento próximo ao rio Canoas, mas as águas das enchentes levaram tudo. E somente em 22 de maio de 1771 foi fundada Lages no atual lugar onde é atualmente encontrada, estando à frente o ilustre Correia Pinto.
Por uma série de razões, a começar pela falta de comunicações, a localidade demorou a se desenvolver. Diante dos incessantes ataques dos indígenas, Correia construiu uma represa no riacho, no meio da povoação, no qual as mulheres podiam lavar as roupas, ao evitar dessa forma que, afastadas e divididas de suas casas, fossem expostas aos ataques dos indígenas.
Em 1787-1790, o alferes Antonio José da Costa construiu uma rota de Desterro (atual Florianópolis) até Lages, que seria um dos motivos para que, no ano de 1820, Lages deixasse de ser controlada pela Capitania de São Paulo e fosse jurisdicionado ao governo com sede na ilha de Santa Catarina.
O município foi palco de uma grande quantidade de fatos históricos. Além dos já mencionados, foi participante ativo da Guerra dos Farrapos, chegando os lageanos (em sua quase totalidade partidária dos farroupilhas) a serem os autores da proclamação da República em sua terra. Foi teatro, também, de fatos sanguinários, no tempo da Guerra do Contestado.
Lages da atualidade, conhecida pelo apelido de "Princesa da Serra", é o município de maior extensão territorial de Santa Catarina e é famosa pela criação de gado, por suas madeireiras e lavoura, sendo um dos mais importantes municípios de Santa Catarina pela sua participação econômica.
Criou-se o município em 9 de setembro de 1820, com área de 2.644 km², pertencente à região dos Campos de Lages.

## Geografia
[carece de fontes?]
[carece de fontes?]

### Vegetação
Quanto à vegetação, o município de Lages esta inserido no bioma Mata Atlântica, mais especificamente na formação da Floresta Ombrófila Mista, popularmente conhecida como Mata com Araucárias.  Nesta região este tipo vegetacional forma mosaicos de campos nativos e florestas. A transição entre estas formações tão distintas é muitas vezes abrupta e o contato do campo com a floresta ocorre tanto em bordas de florestas contínuas, quanto em florestas ripárias ou em capões de mato (manchas florestais insulares inseridas em uma matriz campestre).

### Clima
O município de Lages se enquadra na classificação climática de Köppen-Geiger que denota um clima temperado oceânico com precipitação uniforme (Cfb). Esta classificação indica verões amenos, invernos frios e precipitação relativamente consistente ao longo do ano.
A cidade experiencia variações sazonais distintas em padrões de temperatura e clima.
Lages experiencia precipitação consistente ao longo do ano, com uma notável estação chuvosa.
Segundo o Instituto Nacional de Meteorologia (INMET), referentes ao período de 1961 a 2017, a menor temperatura registrada em Lages (estação convencional) foi de −6 °C em 14 de julho de 2000, e a maior atingiu 34,5 °C em 9 de janeiro de 2006. O maior acumulado de precipitação em 24 horas foi de 177 mm em 1º de outubro de 2001. Outros grandes acumulados foram 122 mm em 22 de outubro de 1979 e 117,2 mm em 16 de abril de 1971. O mês de maior precipitação foi julho de 1983, com 671,4 mm.
| Dados climatológicos para Lages | Dados climatológicos para Lages | Dados climatológicos para Lages | Dados climatológicos para Lages | Dados climatológicos para Lages | Dados climatológicos para Lages | Dados climatológicos para Lages | Dados climatológicos para Lages | Dados climatológicos para Lages | Dados climatológicos para Lages | Dados climatológicos para Lages | Dados climatológicos para Lages | Dados climatológicos para Lages | Dados climatológicos para Lages |
| Mês | Jan                             | Fev                             | Mar                             | Abr                             | Mai                             | Jun                             | Jul                             | Ago                             | Set                             | Out                             | Nov                             | Dez                             | Ano                             |
| --- | ------------------------------- | ------------------------------- | ------------------------------- | ------------------------------- | ------------------------------- | ------------------------------- | ------------------------------- | ------------------------------- | ------------------------------- | ------------------------------- | ------------------------------- | ------------------------------- | ------------------------------- |
| Temperatura máxima recorde (°C) | 34,5                            | 34,3                            | 33,2                            | 30,8                            | 27,9                            | 25,6                            | 26,9                            | 31                              | 32,4                            | 32,6                            | 34,4                            | 33,9                            | 34,5                            |
| Temperatura máxima média (°C) | 26,6                            | 26,4                            | 25,4                            | 22,5                            | 19                              | 17,4                            | 17,1                            | 19,2                            | 19,5                            | 21,6                            | 24                              | 26,1                            | 22,1                            |
| Temperatura média compensada (°C) | 20,6                            | 20,4                            | 19,4                            | 16,6                            | 13,1                            | 11,6                            | 11,1                            | 12,6                            | 13,9                            | 16,2                            | 18                              | 19,9                            | 16,1                            |
| Temperatura mínima média (°C) | 16,3                            | 16,3                            | 15,5                            | 12,8                            | 9,2                             | 7,8                             | 7,1                             | 8                               | 9,9                             | 12,4                            | 13,6                            | 15,3                            | 12                              |
| Temperatura mínima recorde (°C) | 5,4                             | 7                               | 2,3                             | −0,7                            | −3,4                            | −5,8                            | −6                              | −4,8                            | −4                              | 0,2                             | 2,9                             | 3,2                             | −6                              |
| Precipitação (mm) | 163                             | 158                             | 120                             | 111,8                           | 126                             | 111,4                           | 181,5                           | 117,5                           | 157,3                           | 191,4                           | 136                             | 133,7                           | 1 707,6                         |
| Dias com precipitação (≥ 1 mm) | 12                              | 12                              | 10                              | 8                               | 7                               | 8                               | 9                               | 8                               | 10                              | 11                              | 10                              | 10                              | 115                             |
| Umidade relativa compensada (%) | 78                              | 79,9                            | 79,8                            | 81,1                            | 83,2                            | 84,8                            | 83,3                            | 79                              | 80                              | 79,9                            | 75,6                            | 75,2                            | 80                              |
| Insolação (h) | 198,5                           | 168,7                           | 180                             | 158,6                           | 149,1                           | 129                             | 143,3                           | 163,3                           | 137,1                           | 150,9                           | 200,9                           | 207,6                           | 1 987                           |
| Fonte: Instituto Nacional de Meteorologia (INMET) (normal climatológica de 1981-2010; recordes absolutos de temperatura: 01/01/1961-03/04/2017) |                                 |                                 |                                 |                                 |                                 |                                 |                                 |                                 |                                 |                                 |                                 |                                 |                                 |

## Economia
A economia lageana é basicamente sustentada pela pecuária, agricultura (com destaque para a vinicultura), indústria madeireira (com destaque na produção de papel e celulose) e turismo rural. A economia de Lages sofreu um forte declínio com a redução sistemática da pujança do ciclo da madeira, que teve seu auge até a década de 1950. O município, outrora o maior e mais rico do Estado, teve sua fatia do produto interno bruto estadual bastante reduzida. Novos projetos industriais, desenvolvimento regional sustentável e investimentos no município têm contribuído para que a arrecadação volte a crescer.

### Indústria
O parque industrial de Lages consiste, em grande parte, de empreendimentos ligados à cadeia produtiva da madeira, como madeireiras, fábricas de grampos, fábricas de portas, soleiras, batentes e congêneres. Todavia, empresas ligadas ao setor metal-mecânico têm papel importante na geração de emprego e renda do município, especificamente no ramo de peças de tratores e outros veículos terrestres. Ademais, algumas grandes indústrias têm filiais no município, tais como AmBev, Vossko e Klabin. Empresas do ramo têxtil (ramos variados como cortinas, uniformes e roupa íntima) começaram recentemente a instalar-se na cidade, por falta de mão de obra no litoral e Vale do Itajaí.

### Setores comercial e de serviços

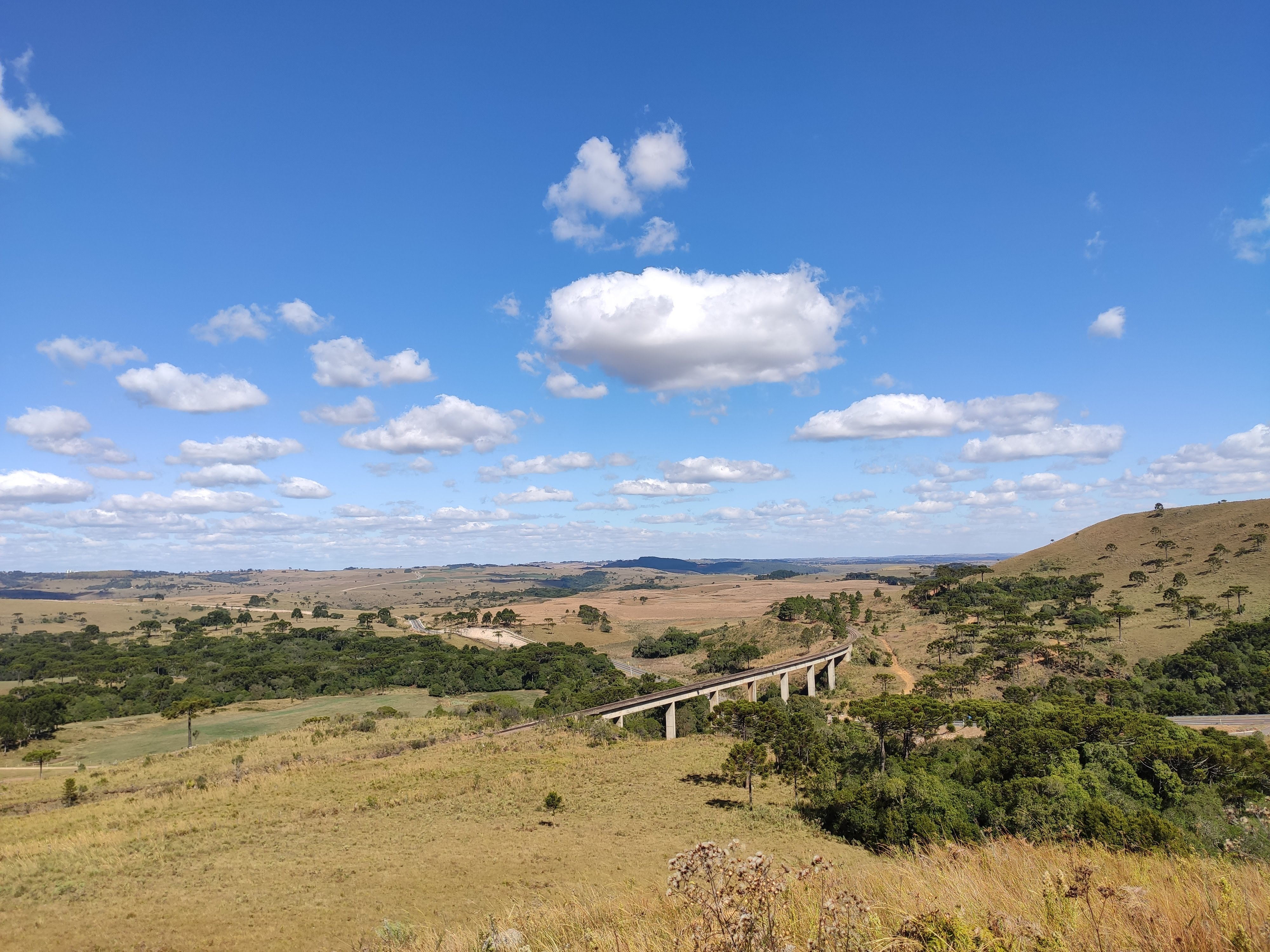
Coxilha Rica, localidade propícia ao turismo rural

Lages também é um centro regional de comércio. A população de muitos municípios vizinhos encontra um ambiente propício para compras e negócios na cidade, que está sendo alavancado pelo projeto "Centro Lages - Compras e Lazer", que encontra-se em processo de implantação gradual e prevê revitalização da região central da cidade, com padronização de fachadas e humanização dos espaços públicos, priorizando o pedestre, além da implantação de fiação subterrânea. A cidade possui um centro de compras, "Lages Garden Shopping", inaugurado em novembro de 2014, com presença de salas de cinema. No inverno, o comércio é bastante fortalecido com o turismo rural e com a Festa Nacional do Pinhão, o segundo maior evento gastronômico e cultural de Santa Catarina, atrás da Oktoberfest de Blumenau.

#### Turismo rural
Por ter sido o primeiro município com estabelecimentos turísticos desse tipo, passou a ser chamada de "Capital Nacional do Turismo Rural". [carece de fontes?]
|Similares pelo contato com a natureza, também são visitados o "Parque Ecológico Municipal" (com 2,3 milhões de metros quadrados, estabelecido em 1997 no perímetro urbano, onde se pode encontrar espécies ameaçadas de extinção como a gralha-azul, além de 14 espécies migratórias) e o "Salto do Rio Caveiras".

## Infraestrutura
[carece de fontes?]

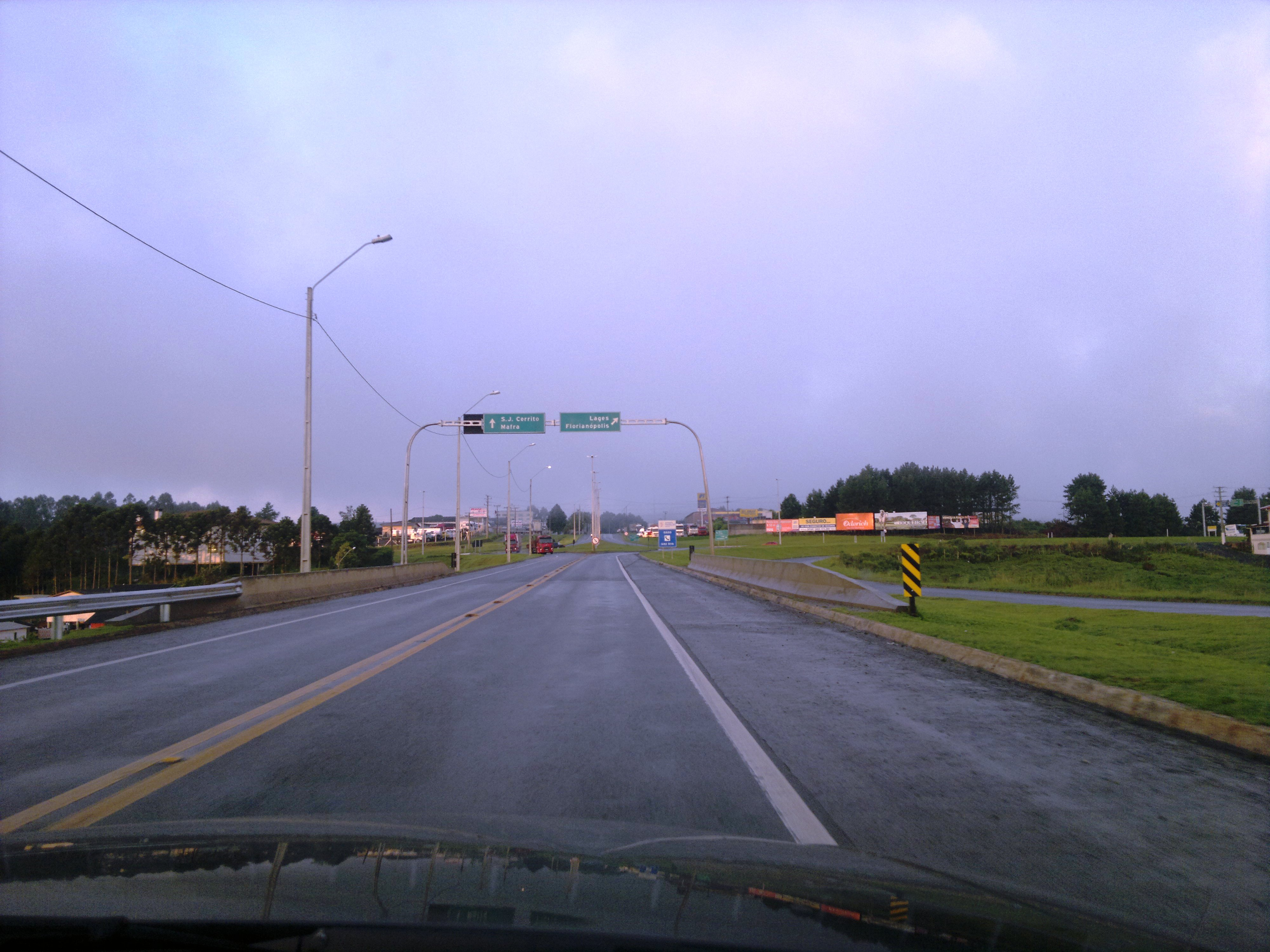
BR-282 em Lages

Por ferrovia, a cidade dispõe do Tronco Principal Sul (TPS) da Rede Ferroviária Federal (RFFSA), que liga o município à Mafra e à Roca Sales, no Rio Grande do Sul, de grande importância no transporte de insumos industriais e agrícolas. Encontra-se atualmente concedido à Rumo Logística.

### Transporte coletivo
[carece de fontes?]
[carece de fontes?]
Lages possui um aeroporto (Aeroporto de Lages), localizado no bairro do Guarujá, na região leste da cidade, com pista de asfalto de 1520 m. De junho de 2016 a março teve uma ligação diária para Campinas (Viracopos) pela Azul Linhas Aéreas. Atualmente os voos partem do Aeroporto Regional do Planalto Serrano na cidade vizinha de Correia Pinto, a 30 km.
Também dispõe da Estação Ferroviária de Lages, construída pelo 1º Batalhão Ferroviário do Exército Brasileiro e inaugurada em 1965 pela Rede Ferroviária Federal (RFFSA), estando localizada no bairro Ferrovia. Possui uma extensa plataforma, de onde se realizava uma ligação diária para a cidade de Mafra. No entanto, não mais atende passageiros desde o início da década de 1980, estando cedida apenas como parada de trens cargueiros da Rumo Logística e de ocasionais trens turísticos da Associação Brasileira de Preservação Ferroviária (ABPF).

### Saúde

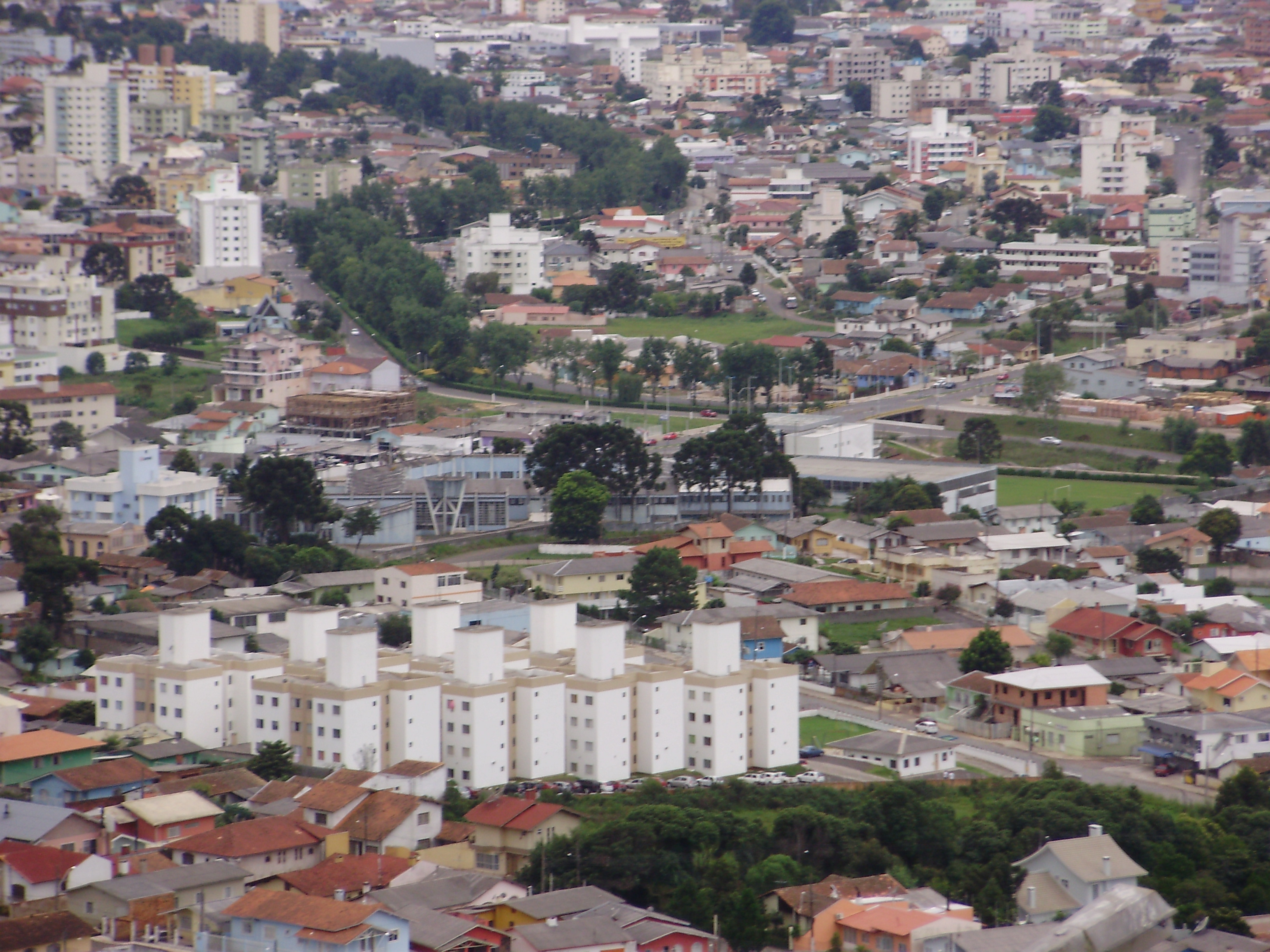
"Colégio Industrial" ao centro

A Atenção Básica de responsabilidade do poder público municipal em 2022 contava com uma estrutura de 27 Unidades Básicas de Saúde (UBS), composta por 50 equipes de Estratégia de Saúde da Família (ESF), 279 Agentes Comunitários de Saúde (ACS) e 41 Equipes de Saúde Bucal Modalidade I. 
O governo estadual se faz presente com o hospital geral e maternidade Tereza Ramos, inaugurado no ano de 1943, com 18.000m² de área, a unidade hospitalar possui emergência externa, maternidade, unidade de Terapia Intensiva (UTI), Unidade de Terapia Intensiva Neonatal (UTINeo), Ambulatório de Especialidades, Hospital Dia, Centro Cirúrgico, além das Unidades de Internação, possui mais de 700 funcionários e 128 médicos, atendendo a população de toda a região serrana de Santa Catarina. 
A cidade possui também um hospital infantil, fundado em 1968, o Hospital Infantil Seara do Bem que é mantido por associação sem fins lucrativos com apoio público.  Também atende o município o hospital Nossa Senhora dos Prazeres, com198 leitos, dos quais 10 de UTI adulto, focado na especialidade de cirurgia geral, sendo referência nas especialidades de Neurocirurgia e Alta Complexidade em Traumato-Ortopedia, além das especialidades básicas. Por fim, a rede hospitalar do município é complementada com a instituição privada Hospital de Clínicas Bermiro Saggioratto, Unidade de Pronto-Atendimento (UPA) 24 Horas Doutora Maria Gorete dos Santos e o Pronto Atendimento Tito Bianchini, que além de pronto socorro, atua como hospital de triagem.

### Educação
A Secretaria Municipal da Educação do Município de Lages disponibilizava em 2020 127 unidades de ensino (EMEBs, Itinerante e CEIMs), sendo, 76 Centros de Educação Infantil urbanos, 32 Escolas Urbanas de 1º ao 5º ano e de 6º ao 9º ano, 15 Escolas no Campo, 03 Centros de Educação Infantil no campo e 01 Escola Itinerante com núcleo de Ensino Médio.
Já o Governo Estadual conta com 28 escolas estaduais, sendo duas unidades voltadas ao atendimento de detentos do presídio regional e do presídio masculino de Lages, um colégio policial militar, e um Centro de Educação de Jovens e Adultos, CEJA. 
Também dezenas de instituições privadas de ensino atuam na cidade complementado o ensino público, com destaque a 2 instituições de ensino centenárias, o atual colégio Bom Jesus Diocesano, fundado1899 pelos padres católicos franciscanos como Escola Paroquial São José, ainda hoje vinculada a Ordem Franciscana,  e o Colégio Santa Rosa de Lima, que funciona desde 1901, sob gestão das irmãs católicas da Ordem da Divina Providência, ambas as instituições tombadas por sua importância histórica, artística e cultural pela  Fundação Catarinense de Cultura, FCC.
O município conta com um polo da Universidade do Estado de Santa Catarina, UDESC, Centro de Ciências Agroveterinárias, CAV, instituição pública e gratuita, que oferecia em 2024 os cursos de graduação em Agronomia, Engenharia Ambiental e Sanitária, Engenharia Florestal e Medicina Veterinária e diversos cursos de pós-graduação latu senso, mestrado e doutorado.
Outras universidades importantes que atendem toda a região é a Universidade do Planalto Catarinense, UNIPLAC, fundada em 1973, e que em 2017 possuia 37 cursos e mais de 4 mil alunos  e o Centro Universitário Unifacvest, fundado em 2001, tem sua sede matriz no município, possuindo mais de 25 cursos presenciais e dezenas de outros cursos a distância. Por fim, um polo do Instituto Federal de Santa Catarina, IFSC, instituição pública e gratuita, instalado em 2010, e que atualmente oferece 5 cursos de graduação, cursos técnicos e pós-graduação . 

## Cultura

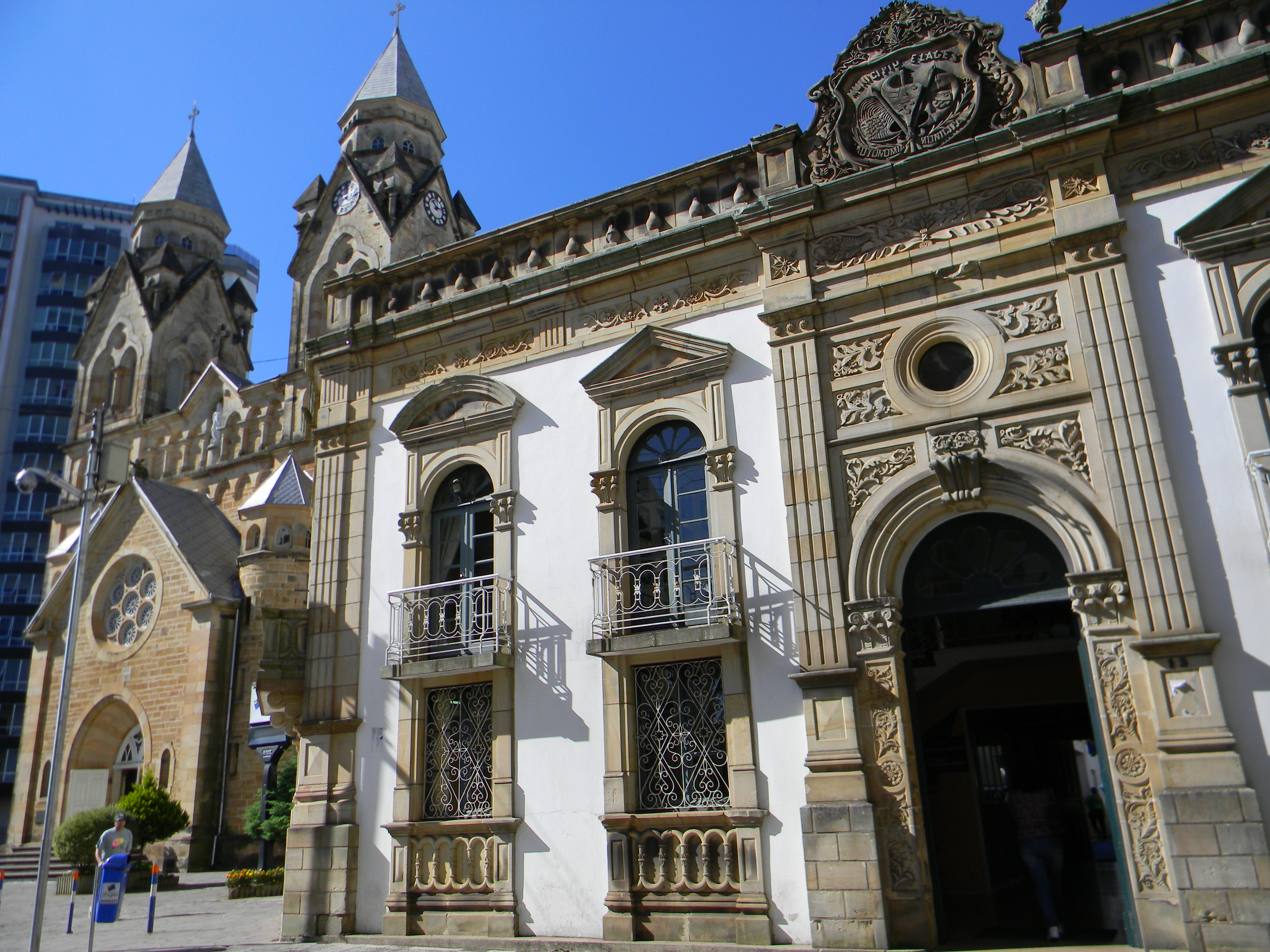
Paço municipal em primeiro plano com a Catedral Diocesana de Lages ao fundo

Escudo do Inter de Lages

[carece de fontes?]
[carece de fontes?]
[carece de fontes?]

### Esporte
[carece de fontes?]

## Bairros
Lages conta com 72 bairros:[carece de fontes?]
- Araucária
- Área Industrial
- Bates
- Beatriz
- Bela Vista
- Bom Jesus
- Boqueirão
- Brusque
- Caça e Tiro
- Caravágio
- Caroba
- CDL
- Centenário
- Centro
- Cidade Alta
- Chapada
- Conta Dinheiro
- Copacabana
- Coral
- Conte
- Cruz de Malta
- Dom Daniel
- Ferrovia
- Frei Rogério
- Gethal
- Gralha Azul
- Guadalupe
- Guadalajara
- Guarujá
- Golin
- Habitação
- Ipiranga
- Jardim Celina
- Jardim das Camélias
- Jardim Panorâmico
- Maria Luiza
- Morro do Posto
- Morro Grande
- Nossa Senhora Aparecida
- Passo Fundo
- Penha
- Petrópolis
- Pisani
- Ponte Grande (Jardim Cepar)
- Popular
- Pró-Morar
- Restinga Seca
- Sagrado Coração de Jesus
- Santa Catarina
- Santa Cândida
- Santa Clara
- Santa Helena
- Santa Maria
- Santa Mônica
- Santa Rita
- Santo Antônio
- São Cristóvão
- São Francisco
- Salto Caveiras
- São Luiz
- São Miguel
- São Paulo
- São Pedro
- São Sebastião
- Triângulo
- Tributo
- Universitário
- Várzea
- Vila Comboni
- Vila Maria
- Vila Mariza
- Vila Nova
- Vista Alegre